# Нокс (окръг, Небраска)
Вижте пояснителната страница за други значения на Нокс.
Окръг Нокс (на английски: Knox County) е окръг в щата Небраска, Съединени американски щати. Площта му е 2953 km², а населението - 9374 души (2000). Административен център е град Сентър.